# 闵惠淑
闵惠淑（韓語：민혜숙，1970年3月15日—），韩国前女子手球运动员。她曾代表韩国国家队参加1992年夏季奥林匹克运动会手球比赛，结果队伍获得一枚金牌。